# The Son (Fernsehserie)
The Son (englisch für ‚Der Sohn‘) ist eine von AMC produzierte Fernsehserie. Sie basiert auf dem Roman Der erste Sohn von Philipp Meyer. Die Western-Familiensaga, die sich über 150 Jahre und drei Generationen erstreckt, handelt vom Aufstieg der Familie McCullough zu einer der reichsten und mächtigsten Familien von Texas.
Die erste Staffel hatte am 14. April 2017 auf dem Pay-TV-Sender TNT Serie ihre Deutschland-Premiere. Im Februar 2019 gab AMC bekannt, die Serie nach Beendigung der zweiten Staffel nicht fortzusetzen.

## Produktion
Philipp Meyer, Autor der Romanvorlage, gründete 2014 zusammen mit Brian McGreevy und Lee Shipman die Firma El Jefe, die die Absicht verfolgt, Autoren eine größere Kontrolle über Adaptionen ihrer Werke einzuräumen. Als erstes Projekt nahm schließlich The Son Gestalt an, nachdem bereits mehrere Produktionsgesellschaften Interesse an Meyers Buch gezeigt hatten. Anfang 2016 kam es zum Deal mit AMC, wobei Meyer sowohl als Drehbuchautor als auch als Executive Producer involviert wurde. Ursprünglich sollte Sam Neill die Hauptrolle in der Serie spielen, doch er verließ das Projekt aus persönlichen Gründen. An seine Stelle trat schließlich im letzten Moment der irische Schauspieler Pierce Brosnan, der bemüht war, sich rasch einen texanischen Akzent anzueignen.
Die Produktion der Serie begann offiziell im Juni 2016. Meyer schrieb das Drehbuch für drei der zehn Episoden und überarbeitete die restlichen Drehbücher, überwachte die fünfmonatigen Dreharbeiten und hatte Mitspracherecht bei Besetzung, Kostümen und Kampfchoreographien. Dabei gab er auch seine Zustimmung zu einigen größeren Änderungen gegenüber der Romanvorlage, darunter die Verkürzung der dargestellten Zeitspanne (Jeanne wird als Enkelin statt als Urenkelin Elis eingeführt) und die Abmilderung einiger Szenen, die die Comanchen in den Augen der indianischen Schauspieler in ein zu negatives Licht gerückt hätten.
Im Mai 2017, während der Ausstrahlung der ersten Staffel, wurde eine zweite Staffel bestellt. Diese wurde 2019 ausgestrahlt.

## Besetzung und Synchronisation
Die deutschsprachige Synchronisation der Serie entsteht bei der Synchronfirma Scalamedia nach dem Synchronbuch von Marika von Radvanyi (mit Karim El Kammouchi und Matthias Kupfer) unter der Dialogregie von Marika von Radvanyi und Tobias Lelle.
| Hauptfigur                 | Darsteller          | Deutscher Sprecher      |
| -------------------------- | ------------------- | ----------------------- |
| Eli McCullough (erwachsen) | Pierce Brosnan      | Frank Glaubrecht        |
| Eli McCullough (jung)      | Jacob Lofland       | Domenic Redl            |
| Pete McCullough            | Henry Garrett       | Louis Friedemann Thiele |
| Toshaway                   | Zahn McClarnon      | Peyman Khadem-Saba      |
| Charles McCullough         | Shane Graham        | Mio Lechenmayr          |
| Jonas McCullough           | Caleb Burgess       | Laurin Lechenmayr       |
| Jeannie McCullough         | Sydney Lucas        | Anica Landauer          |
| Sally McCullough           | Jess Weixler        | Katharina Friedl        |
| Prärieblume                | Elizabeth Frances   | Claudia Jacobacci       |
| María García               | Paola Núñez         | Laura Maire             |
| Niles Gilbert              | James Parks         | Jacques Breuer          |
| Pedro García               | Carlos Bardem       | Gerhard Jilka           |
| Phineas McCullough         | David Wilson Barnes | Markus Pfeiffer         |

| Nebenfigur          | Darsteller         | Deutscher Sprecher     |
| ------------------- | ------------------ | ---------------------- |
| Ana                 | Electra Avellan    | Friederike Sipp        |
| Cesar Sanchez       | Elliot Villar      | Stefan Günther         |
| Ignacio Garcia      | Natan Cruz         | Karim El Kammouchi     |
| Lizzie McCullough   | Allison Shrum      | Elena Spatz            |
| Lourdes             | Leticia Magaña     | Marion Hartmann        |
| Martin              | Seth Meriwether    | Fabian Wittkowski      |
| Neptune             | J. Quinton Johnson | Nik Felice             |
| Sheriff Graham      | Marco Perella      | Claus Brockmeyer       |
| William Philpott    | Brett Rice         | Thomas Rauscher        |
| Aniceto Pizaña      | Manuel Uriza       | Matthias Kupfer        |
| Fred Bernhauer      | Nick Stevenson     | John Friedmann         |
| Greift den Feind an | Tatanka Means      | Matthias Kupfer        |
| James Greenhorn     | Ryan Lee           | Benjamin Levent Krause |
| Louis               | Sean Stone         | Julian Bayer           |
| Ingrid (jung)       | Kathryn Prescott   | Lea Kalbhenn           |
| Belle Wilson        | Jennifer Griffin   | Angelika Wedekind      |
| Carmen              | Margaret Ann Garza | Leslie-Vanessa Lill    |
| Curran              | Ashley Wood        | Wolfgang Haas          |
| Kelly               | Anna Schatte       | Bettina Zech           |
| Lena                | Sara Tomko         | Martina Schölzhorn     |
| Lily                | Megan Heyn         | Farina Brock           |
| Thadeus Kilborne    | Adrian Sparks      | Wolfgang Müller        |
| Maggie              | Anna Lise Phillips | Maria Magdalena Rabl   |

## Episodenliste

### Staffel 1 (2017)
| Nr. (ges.) | Nr. (St.) | Deutscher Titel     | Originaltitel      | Erstausstrahlung USA | Deutschsprachige Erstausstrahlung (D) | Regie              | Drehbuch                                    | Zuschauer (USA) |
| --- | --------- | ------------------- | ------------------ | -------------------- | ------------------------------------- | ------------------ | ------------------------------------------- | --------------- |
| 1 | 1         | Der erste Sohn      | First Son of Texas | 8. Apr. 2017         | 14. Apr. 2017                         | Tom Harper         | Philipp Meyer, Brian McGreevy, Lee Shipman  | 1,915 Mio.      |
| Im Jahr 1849 werden der junge Eli McCullough und sein älterer Bruder Martin bei einem Überfall von den Comanchen gefangen genommen; der Rest der Familie wird (bis auf den abwesenden Vater) umgebracht. Martin gibt Elis Wagemut die Schuld am Tod der anderen und wehrt sich gegen die Indianer, die ihn schließlich ebenfalls töten. 1915 sind der gealterte Eli und sein Sohn Pete zu sehen, die Elis Geburtstagsfeier vorbereiten und gleichzeitig versuchen, an der mexikanischen Grenze den Viehdieben und Saboteuren zum Trotz ins Ölgeschäft einzusteigen. |           |                     |                    |                      |                                       |                    |                                             |                 |
| 2 | 2         | Der Pflaumenbaum    | The Plum Tree      | 8. Apr. 2017         | 14. Apr. 2017                         | Kevin Dowling      | Daniel C. Connolly                          | 1,915 Mio.      |
| 1849 unternimmt der junge Eli einen Fluchtversuch, wird jedoch von den Comanchen wieder geschnappt und bestraft. Daraufhin ergibt er sich in sein Schicksal und wird ein Sklave von Häuptling Toshaway. 1915 haben Eli und Pete einen der Aufrührer erwischt, die ihre Ölbohrungen sabotieren: den Mexikaner Cesar Sanchez. Eli verhört ihn und erpresst unter Gewaltanwendung Geständnisse. Pete ist mit den Foltermethoden seines Vaters nicht einverstanden und will dem Gefangenen später zur Flucht nach Mexiko verhelfen, doch dieser wendet sich gegen ihn; nach einem Zweikampf tötet Pete Cesar und vergräbt ihn heimlich. |           |                     |                    |                      |                                       |                    |                                             |                 |
| 3 | 3         | Neues Reich         | Second Empire      | 15. Apr. 2017        | 21. Apr. 2017                         | Kevin Dowling      | Kevin Murphy, Cami DeLavigne                | 1,547 Mio.      |
| 1915 treffen Eli und sein ältester Sohn Phineas den potenziellen Investor William Philpott, der jedoch eine Finanzierung von Bohrungen letztlich ablehnt, weil er Ölvorkommen im Rio Grande Valley für zu unwahrscheinlich hält. Währenddessen hat Pete schwere Gewissensbisse wegen des getöteten Cesar. Cesars Schwiegervater Pedro García, ein reicher Nachbar der McCulloughs, wird vom Rebellenführer Aniceto Pizaña unter Druck gesetzt, um ihn und die mexikanischen Rebellen zu unterstützen. 1849 beginnt Eli sein Training, um ein vollwertiges Mitglied des Comanchenstammes zu werden, bekommt jedoch Schwierigkeiten, als er sich mit der Indianerin Prärieblume einlässt, die bereits von einem anderen umworben wird. |           |                     |                    |                      |                                       |                    |                                             |                 |
| 4 | 4         | Das Totenlied       | Death Song         | 22. Apr. 2017        | 28. Apr. 2017                         | Olatunde Osunsanmi | Smith Henderson, Philipp Meyer              | 1,390 Mio.      |
| 1849 kann sich Eli auszeichnen, als er einen schwer verwundeten Stammesangehörigen vor einer Gruppe Texas Rangers in Sicherheit bringt. 1915 warnt Pedro Garcías Tochter María ihren früheren Geliebten Pete vor kommenden Ereignissen, woraufhin er und Eli die Rangers darüber informieren, dass die Rebellen einen Angriff planen. In offiziellem Auftrag formiert Eli einen Verteidigungstrupp und lauert den Rebellen auf. Bei der folgenden Schießerei ist Pete gezwungen, die Späherin der Mexikaner zu erschießen. Die Rebellen können zurückgeschlagen werden, doch ein Krieg scheint sich anzubahnen. |           |                     |                    |                      |                                       |                    |                                             |                 |
| 5 | 5         | Keine Gefangenen    | No Prisoners       | 29. Apr. 2017        | 5. Mai 2017                           | Olatunde Osunsanmi | Brian McGreevy, Lee Shipman                 | 1,214 Mio.      |
| 1849 stoßen die Comanchen auf ein Lager der Tonkawa, das offenbar von einer Pockenepidemie ausgelöscht wurde. Eli, der als Weißer weniger gefährdet ist, soll Vorräte und Pferde für den Stamm mitnehmen. Als er auf einen Überlebenden stößt, rät dieser ihm, bestimmte infizierte Gegenstände mitzunehmen, um auch die Comanchen auszulöschen. Daraufhin weigert sich Eli und kehrt mit leeren Händen zu seinem Stamm zurück. 1915 wird, während Eli mit seiner Enkelin Jeannie unterwegs ist, das Anwesen der McCulloughs von den Rebellen angegriffen. Im Auftrag ihres Großvaters eilt Jeannie zu Pedro García, um ihn um Nachbarschaftshilfe zu bitten; auch unter dem Zureden von María sagt García diese schließlich zu und so können die Angreifer zurückgeschlagen werden. Eli entdeckt Ölspuren an Jeannies Pferd. |           |                     |                    |                      |                                       |                    |                                             |                 |
| 6 | 6         | Der Büffeljäger     | The Buffalo Hunter | 6. Mai 2017          | 12. Mai 2017                          | Jeremy Webb        | Julia Ruchman                               | 1,295 Mio.      |
| Der junge Eli trifft auf eine Gruppe weißer Büffeljäger und erschleicht sich ihr Vertrauen, indem er ihnen erzählt, dass er den Comanchen entflohen sei. Doch er ist lediglich eine Ablenkung für den Überfall der Indianer, die den Anführer und ein Mädchen gefangen nehmen. Der Anführer wird später gefoltert, bis Eli ihn heimlich mit Schlangengift von seinen Schmerzen erlöst. 1915 wird der Knecht Ramon verdächtigt, den Angriff der Rebellen auf die McCulloughs-Ranch unterstützt zu haben; unter Mitwirkung von Petes Sohn Charles, der vom Saloonbesitzer Niles Gilbert aufgewiegelt wurde, wird Ramon schließlich von einem Lynchkommando erhängt. Währenddessen entdecken Eli und Jeannie die Quelle des Öls, doch müssen feststellen, dass das Vorkommen sich offenbar auf dem Land von Pedro García befindet. |           |                     |                    |                      |                                       |                    |                                             |                 |
| 7 | 7         | Der Bund fürs Leben | Marriage Bond      | 13. Mai 2017         | 19. Mai 2017                          | Jeremy Webb        | Kevin Murphy, Julia Ruchman                 | 1,172 Mio.      |
| Als Eli von Ramons Tod erfährt, rät er Pete, Charles eine Weile von der Ranch fernzuhalten. Pete fährt mit Charles und Jeannie zum Familienhaus in Austin, wo Phineas wohnt und wohin Petes Frau Sally schon vorgereist war. Charles zeigt sich reuig wegen seiner Mitschuld am Tod Ramons. Pete erklärt Sally, dass er den gewalttätigen Tendenzen seiner Familie nicht entkommen könne, und lässt sie mit den Kindern in Austin. Zurück auf der Ranch besucht ihn María García und sie kommen sich wieder näher. 1850 versucht der junge Eli Ingrid, dem gefangenen Mädchen, zu helfen, doch Prärieblume hält ihn davon ab. Während der Jagd wird Eli von Greift den Feind an, seinem Nebenbuhler um Prärieblume, zur Rede gestellt und schließlich von einem Fels gestürzt. |           |                     |                    |                      |                                       |                    |                                             |                 |
| 8 | 8         | Honigjagd           | Honey Hunt         | 20. Mai 2017         | 26. Mai 2017                          | John David Coles   | Daniel C. Connolly                          | 1,261 Mio.      |
| Greift den Feind an erzählt dem Stamm, dass Eli während der Jagd geflohen sei. Toshaway und Prärieblume glauben nicht daran, doch Prärieblumes Vater hat bereits seine Zustimmung zur Hochzeit seiner Tochter gegeben. Als Prärieblume sich auf eigene Faust auf die Suche nach Eli machen will, wird sie von Greift den Feind an davon abgehalten und unter Druck gesetzt, bis sie aufgibt und in die Heirat einwilligt. 1915 denken Pete und María wieder an eine gemeinsame Zukunft, fern von ihren jeweiligen Familien. Währenddessen kann Eli einen Richter bestechen, damit dieser ihm durch Urkundenfälschung das Land von Pedro García sichert. Noch am selben Abend wird Eli jedoch von einer Indianerin angegriffen, die sich als Tochter eines Apachen zu erkennen gibt, dessen Stamm Eli 1881 ermordete; er erklärt, dass er dies aus Rache für den Mord der Indianer an seiner Frau und seinem Sohn getan hatte, aber wird von der Frau schwer verwundet. Dem Tod nahe, hat Eli Visionen von seinem jüngeren Selbst, bis Phineas ihn im letzten Moment entdeckt und in Sicherheit bringt. |           |                     |                    |                      |                                       |                    |                                             |                 |
| 9 | 9         | Die Prophezeiung    | The Prophecy       | 3. Juni 2017         | 9. Juni 2017                          | Tom Vaughan        | Julia Ruchman                               | 1,060 Mio.      |
| Der junge Eli, der den Sturz vom Felsen mit schweren Verletzungen überlebt hat, trifft auf die Siedlerin Maggie, die ihn gesund pflegt. Außerdem weissagt sie ihm, dass er ein langes Leben und drei Söhne haben werde. Als sie jedoch versucht, ihn für eine ausgesetzte Belohnung zu den Weißen zurückzubringen, flieht er auf ihrem Pferd, woraufhin sie ihn verflucht und voraussagt, dass einer seiner Söhne jung sterben, einer ihn betrügen und der dritte sich von ihm abwenden würde. 1915 erklärt Eli Phineas, dass seine Todesvision für ihn ein Zeichen sei, den Betrug um Garcías Farm abzublasen, auch wenn dies das Ende der Ranch bedeuten würde. Doch als später Gilberts Saloon durch Brandstiftung in Flammen aufgeht und Eli klar wird, dass Phineas dahintersteckt, sieht er keine andere Wahl, als das Spiel bis zum Ende zu spielen. Pete erfährt davon und verlässt entsetzt die Ranch. |           |                     |                    |                      |                                       |                    |                                             |                 |
| 10 | 10        | Skalpe              | Scalps             | 10. Juni 2017        | 16. Juni 2017                         | Tom Vaughan        | Philipp Meyer, Brian McGreevy, Kevin Murphy | 1,162 Mio.      |
| Eli schiebt die Schuld an dem Saloonbrand auf Pedro García und wiegelt erfolgreich die Bevölkerung gegen seinen unliebsamen Nachbarn auf, die sich für einen Angriff auf das Anwesen von García rüstet. Pete warnt die Garcías und rät zur Flucht, doch Pedro weigert sich und bereitet die Verteidigung vor. Nach einem erbitterten Kampf, bei dem Pete auf Seiten der Garcías kämpft, wird das Anwesen gestürmt und nur María kann zusammen mit Pete fliehen. Später erfährt Petes Frau Sally von Phineas von der Flucht ihres Mannes. Das Land der Garcías geht schließlich an die McCulloughs über. 1850 gelingt dem jungen Eli die Rückkehr ins Lager der Comanchen. Toshaway fordert eine Bestrafung von Greift den Feind an, doch dieser kommt relativ glimpflich davon. Bei einer Jagd werden die Indianer von den Texas Rangers angegriffen und Greift den Feind an wird tödlich verwundet; Eli kann jedoch verhindern, dass er skalpiert wird, und somit seine Ehre retten. |           |                     |                    |                      |                                       |                    |                                             |                 |

### Staffel 2 (2019)
| Nr. (ges.) | Nr. (St.) | Deutscher Titel       | Originaltitel                   | Erstausstrahlung USA | Deutschsprachige Erstausstrahlung (D) | Regie         | Drehbuch                   | Zuschauer (USA) |
| ---------- | --------- | --------------------- | ------------------------------- | -------------------- | ------------------------------------- | ------------- | -------------------------- | --------------- |
| 11         | 1         | Der verlorene Sohn    | Numunuu                         | 27. Apr. 2019        | 9. Juni 2019                          | Kevin Dowling | Kevin Murphy               | 0,674 Mio.      |
| 12         | 2         | Weihnachten           | Ten Dollars and a Plucked Goose | 4. Mai 2019          | 9. Juni 2019                          | Kevin Dowling | Daniel C. Connolly         | 0,612 Mio.      |
| 13         | 3         | Fassaden              | The Blind Tiger                 | 11. Mai 2019         | 16. Juni 2019                         | Kevin Dowling | Anne-Marie Hess            | 0,654 Mio.      |
| 14         | 4         | Skalpierte-einen-Hund | Scalped a Dog                   | 18. Mai 2019         | 16. Juni 2019                         | Omar Madha    | Wes Brown                  | 0,527 Mio.      |
| 15         | 5         | Heißes Öl             | Hot Oil                         | 25. Mai 2019         | 23. Juni 2019                         | Omar Madha    | Melanie Marnich            | 0,560 Mio.      |
| 16         | 6         | Das blaue Licht       | The Blue Light                  | 1. Juni 2019         | 23. Juni 2019                         | Ellen Kuras   | Julia Ruchman              | 0,559 Mio.      |
| 17         | 7         | Blutbad               | Somebody Get a Shovel           | 8. Juni 2019         | 30. Juni 2019                         | Ellen Kuras   | Robert Askins              | 0,559 Mio.      |
| 18         | 8         | Vergebung der Sünden  | All Their Guilty Stains         | 15. Juni 2019        | 30. Juni 2019                         | Jeremy Webb   | Kevin Murphy, Nick Mueller | 0,593 Mio.      |
| 19         | 9         | Der Bär               | The Bear                        | 22. Juni 2019        | 7. Juli 2019                          | Jeremy Webb   | Julia Ruchman              | 0,646 Mio.      |
| 20         | 10        | Legenden              | Legend                          | 29. Juni 2019        | 7. Juli 2019                          | Dan Sackheim  | Kevin Murphy               | 0,656 Mio.      |

## Rezeption
The Son erhielt ein verhaltenes Presseecho, was sich auch in den Auswertungen US-amerikanischer Aggregatoren widerspiegelt. So erfasst Rotten Tomatoes 52 % wohlwollende Besprechungen und ordnet die Serie dementsprechend als „Gammelig“ ein. Der Konsens der Kritiker lautete dort wie folgt:

“The Son’s epic narrative and strong central performance are crippled by sluggish pacing, hasty direction, and superficial execution.”

„Die epische Geschichte von The Son und die starke Darbietung [der Hauptdarsteller] werden durch schwerfälliges Pacing, flüchtige Regie und oberflächliche Umsetzung gelähmt.“

Auch Metacritic erfasste mit durchschnittlich 57/100 Punkten nur „Durchwachsene oder Durchschnittliche“ Kritiken.
Kevin Neuroth aus der Zeit sieht in der Pilotfolge der Serie eine „interessante Auseinandersetzung […] mit der Entwicklung Amerikas von der gewaltsamen Landnahme der europäischen Siedler bis zur kapitalistischen Zivilgesellschaft […], in der amerikanische Archetypen verdichtet“ werden.
Michael Hanfeld von der FAZ stellt The Son in eine Linie mit den anderen Serien Deadwood und Hell on Wheels, die er als „Charakterstudien des Menschen [und] Moritaten vor großartiger Landschaft“ deutet. Diese seien „frei von Gründerzeit-Pathos und Canyon-Romantik [sowie dem] Stempel des [heutigen] Zeitgeistes“. Die Figur des Eli McCullough versteht Hanfeld als einen „Mann, der keine Gefangenen macht“, geprägt durch seine vom Überlebenskampf gekennzeichnete Jugend, in der er gelernt hat, dass vor allem ein Gesetz gilt, nämlich „das desjenigen, der alle anderen ausschaltet“.